# Atlantic Airways
Atlantic Airways es una aerolínea de las Islas Feroe, con sede en Sørvágur. Es la aerolínea más importante del Aeropuerto de Vágar. La aerolínea opera a varios destinos del norte de Europa, con varios destinos a Dinamarca como Copenhague o Billund, Reikiavik es su segunda mejar ruta en cuanto a pasajeros solo superada por Copenhague, en verano también vuela al sur de Europa. 

## Historia

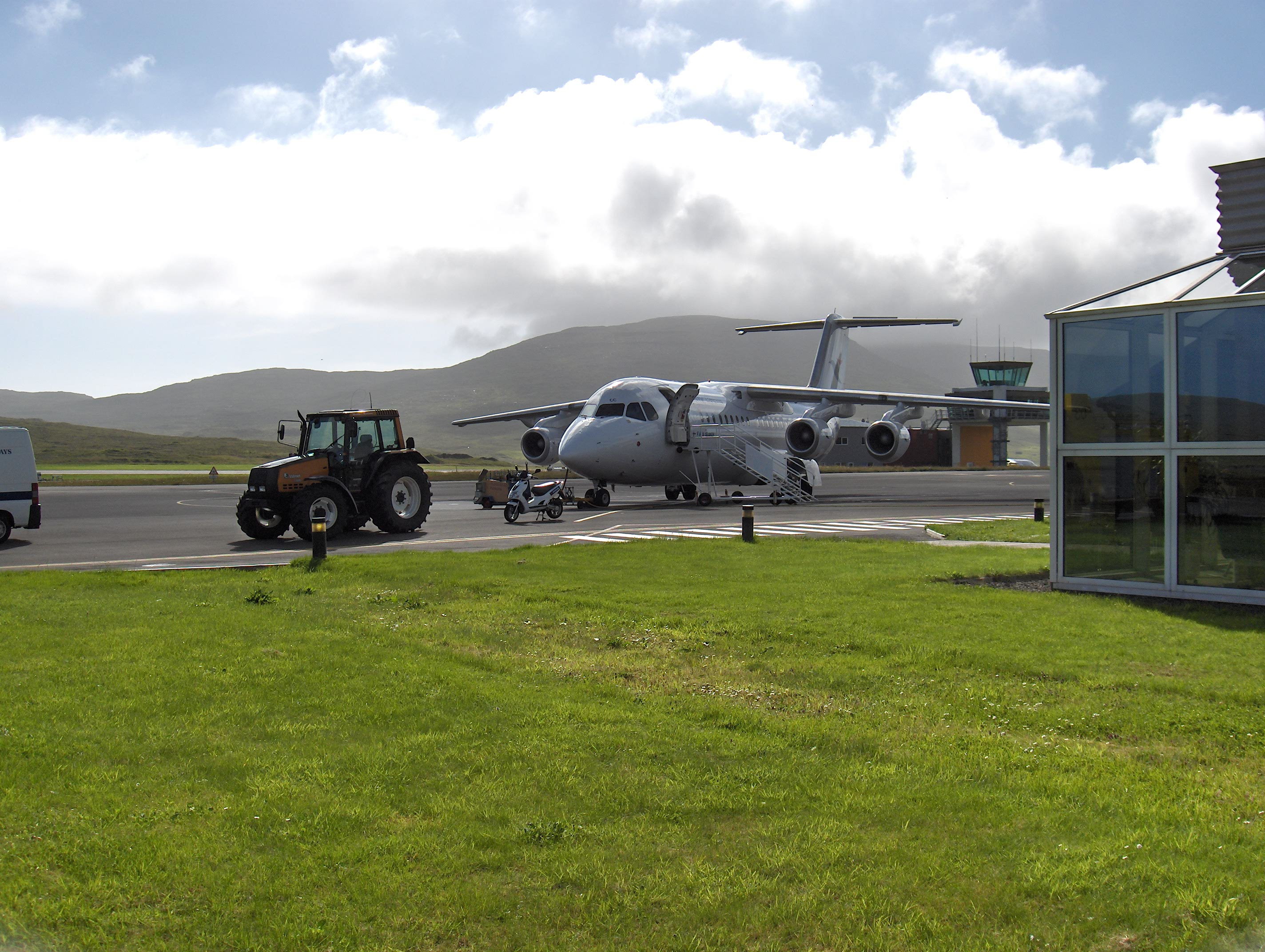
Avro RJ de Atlantic Airways en el Aeropuerto de Vagar.

Los enlaces aéreos regulares a las Islas Feroe habían estado en funcionamiento desde 1963, entre las islas y Dinamarca. Aunque el aeropuerto de Vágar había sido construido por el ejército británico durante la Segunda Guerra Mundial, el tráfico aéreo a las islas fue prácticamente inexistente entre la salida de los británicos y el comienzo de los servicios a Copenhague. 
Llamadas para la creación de una aerolínea feroesa comenzaron en la década de 1980. Fueron aumentando el número de pasajeros y compañía danesa Maersk Air disfrutó el monopolio como la única aerolínea para servir a las Islas Feroe.
Como resultado, Atlantic Airways fue establecida en 1987, inicialmente entre el Gobierno de Islas Feroe (51%) y la aerolínea danesa Cimber Air (49%), aunque el Gobierno de las Islas Feroe asumiría plena propiedad en 1989. Los vuelos comenzaron entre Vágar y Copenhague el 28 de marzo de 1988 con un British Aerospace 146 de BAe. Un hangar fue construido en Vágar por el Gobierno de Islas Feroe con el fin de asegurar la base Atlantic Airways en las Islas Feroe, garantizar instalaciones de mantenimiento estaban disponibles en las islas.
El objetivo de la nueva compañía aérea fue construir una industria de la aviación de Islas Feroe sobre una base comercial y asegurar a las Islas Feroe una conexión aérea con el mundo exterior. Gestión y las tripulaciones de vuelo fueron feroés.
Aunque eran altos factores de carga y el nuevo servicio fue popular, Atlantic Airways tuvo un comienzo turbulento económicamente. Las Islas Feroe sufrió una grave depresión económica en la década de 1990, y a su nadir en 1992, el Gobierno de Islas Feroe entregó 75 m DKK en ayuda al enfermo portador. Atlantic Airways no sería rentable hasta 1995.
Los vuelos se lanzaron a Reykjavik en 1995 en cooperación con Air Iceland y también a Narsarsuaq en Groenlandia en los meses de verano, en cooperación con Air Iceland. La segunda mitad de la década de 1990 voló a Billund en Dinamarca y Aberdeen en el Reino Unido añadiéndola las rutas de Atlantic Airways.
La creciente lista de destinos y número de pasajeros, junto con la estabilización de las finanzas de la aerolínea, vio un segundo 146 BAe añadidos a la flota en el año 2000. Este nuevo avión significaba servicios a Londres (Stansted) en el Reino Unido y en la capital Noruega que Oslo agregado a la red. Crecimiento del Turismo en las islas ha permitido también vuelos a Aalborg, Stavanger, Stord y Edimburgo. Sin embargo, para el 2006 se han suspendido los servicios de temporada a Stord, y Edimburgo reemplazado por las islas de Shetland. Atlantic Airways también entró en el mercado nacional del Reino Unido en 2006, convirtiéndose en el única aerolínea que ofrecer un servicio directo entre Shetland y Londres, que lo hace dos veces semanalmente. La operación nacional en Reino Unido terminó en 2008.
Atlantic Airways también opera un servicio doméstico por helicóptero, en muchos casos una conexión vital con muchas de las islas, que de otra manera sólo se pueden llegar por mar. El helicóptero ha demostrado ser una herramienta vital en las islas desde la década de 1960, cuando helicópteros de buques guardacostas danés patrullando las Islas Feroe emprendieron una variedad de tareas, incluyendo transportando equipos y suministros entre las islas. El Gobierno contrató un helicóptero en 1978 para estas tareas, pero en la década de 1980 se inició un servicio de helicóptero pública comercial vincular cada una de las islas con dos aeronaves Bell Helicopter Textron.
Inicialmente, el servicio de helicóptero era una empresa independiente, helicópteros de SL, pero la decisión de concentrar la aviación feroés en una empresa lideró el formar parte de departamento de helicóptero de Atlantic Airways en 1994. Los helicópteros proporcionan un servicio de ida y vuelta a cada una de las islas, que también es ideal para turistas que buscan vistas aéreas. La empresa es necesaria tener al menos un helicóptero, operativo y listo para tareas de búsqueda y rescate.

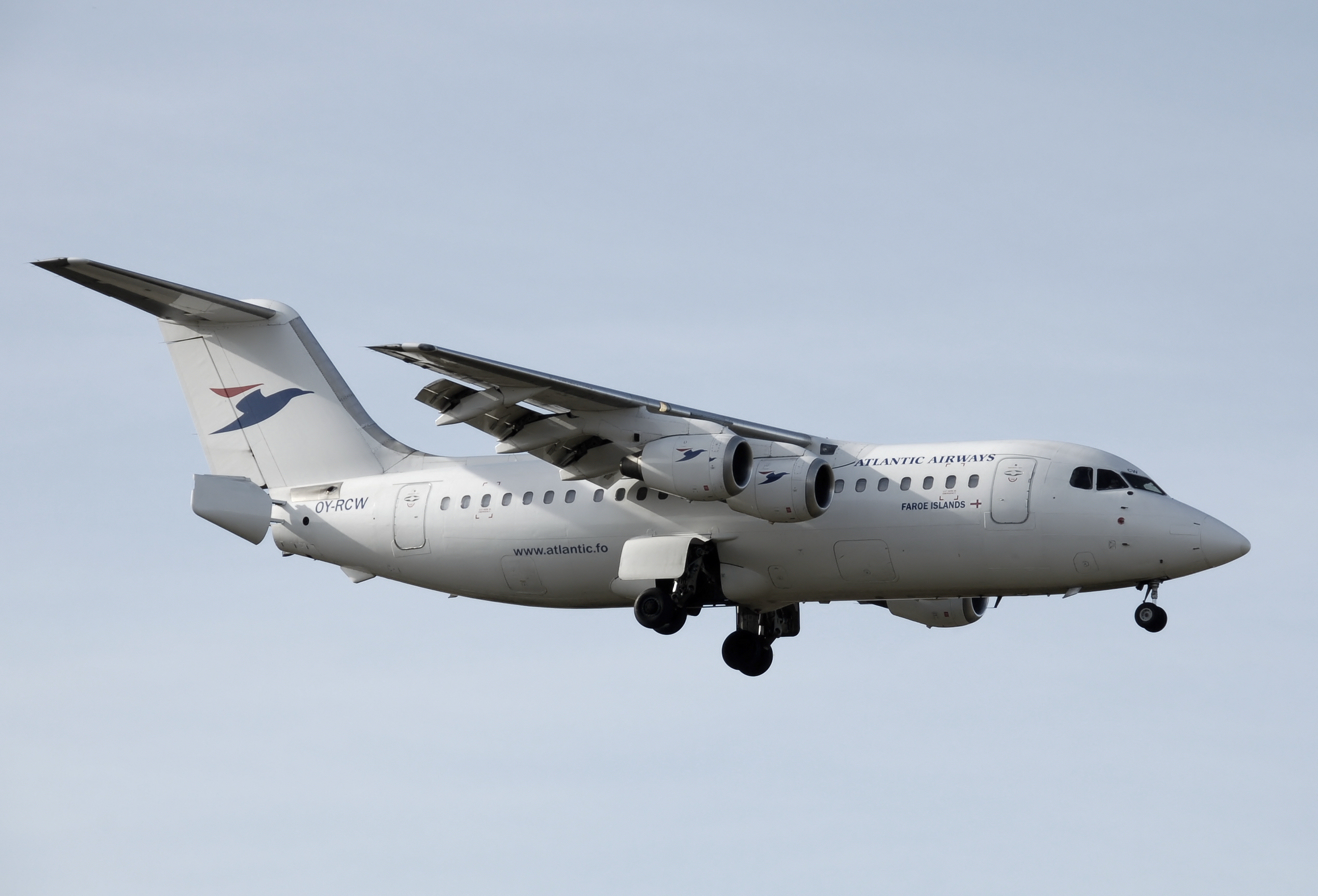
BAe 146-200 aterrizando en el Aeropuerto Internacional de Birmingham, Inglaterra.

En los últimos 5 años, Atlantic Airways ha producido ganancias de entre 8 y 13 millones de coronas Danesas. En 2006, la compañía ha aumentado su facturación de 120 millones en 1998 a 520 millones de coronas Danesas. Atlantic Airways tiene 177 empleados en enero de 2007.
Atlantic Airways fue listada en la bolsa de comercio de Islandia en 10 de diciembre de 2007.
El Gobierno de Islas Feroe ha decidido en un proceso de privatización y ha vendido el 33% de la empresa en la licitación primera ronda. El primer día de cotización fue el 10 de diciembre de 2007.
El gobierno planeaba vender 33% más en 2008, pero fue cancelado debido a la crisis financiera.
El primer Airbus A319 para Atlantic Airways, registrado OY-RCG, entró en servicio en marzo de 2012, con una librea modificada. La pista de Vágar requiere una extensión para acomodar correctamente este avión.

## Destinos

### Destinos nacionales
Hay servicio de helicóptero domésticos a las islas. Los helicópteros parten desde el aeropuerto de Vágar en el domingo, el lunes, el miércoles y el viernes. 
Los vuelos visitan pueblos Tórshavn y Klaksvík, al sur las islas Dímun, Froðba, Koltur, Skúvoy, Suðuroy y al norte las Islas Hattarvík, Kirkja, Mykines y Svínoy.

### Chárter
Atlantic Airways opera chárters para touroperadores daneses a destinos como Italia, Croacia, Francia, Escocia, Noruega y la República Checa, fuera de los aeropuertos de Copenhague Kastrup y Billund.

### Internacionales
En 2024, Atlantic Airways opera vuelos regulares de pasajeros entre el aeropuerto de Vágar y los siguientes destinos:
| Países         | Destinos          | Aeropuertos                                    | Notas      |
| -------------- | ----------------- | ---------------------------------------------- | ---------- |
| Dinamarca      | Aalborg           | Aeropuerto de Aalborg                          | Estacional |
| Dinamarca      | Billund           | Aeropuerto de Billund                          |            |
| Dinamarca      | Copenhague        | Aeropuerto de Copenhague-Kastrup               |            |
| España         | Barcelona         | Aeropuerto Josep Tarradellas Barcelona-El Prat | Estacional |
| España         | Gran Canaria      | Aeropuerto de Gran Canaria                     | Estacional |
| España         | Palma de Mallorca | Aeropuerto de Palma de Mallorca                | Estacional |
| España         | Tenerife          | Aeropuerto de Tenerife Sur Reina Sofía         |            |
| Estados Unidos | Newburgh          | Aeropuerto Internacional Stewart               | Estacional |
| Francia        | París             | Aeropuerto de París-Charles de Gaulle          | Estacional |
| Islandia       | Reikiavik         | Aeropuerto Internacional de Keflavík           |            |
| Islas Feroe    | Vágar             | Aeropuerto de Vágar                            | HUB        |
| Noruega        | Oslo              | Aeropuerto de Oslo-Gardermoen                  |            |
| Reino Unido    | Edimburgo         | Aeropuerto de Edimburgo                        | Estacional |
| Reino Unido    | Londres           | Aeropuerto de Londres-Gatwick                  | Estacional |

## Flota

### Flota actual

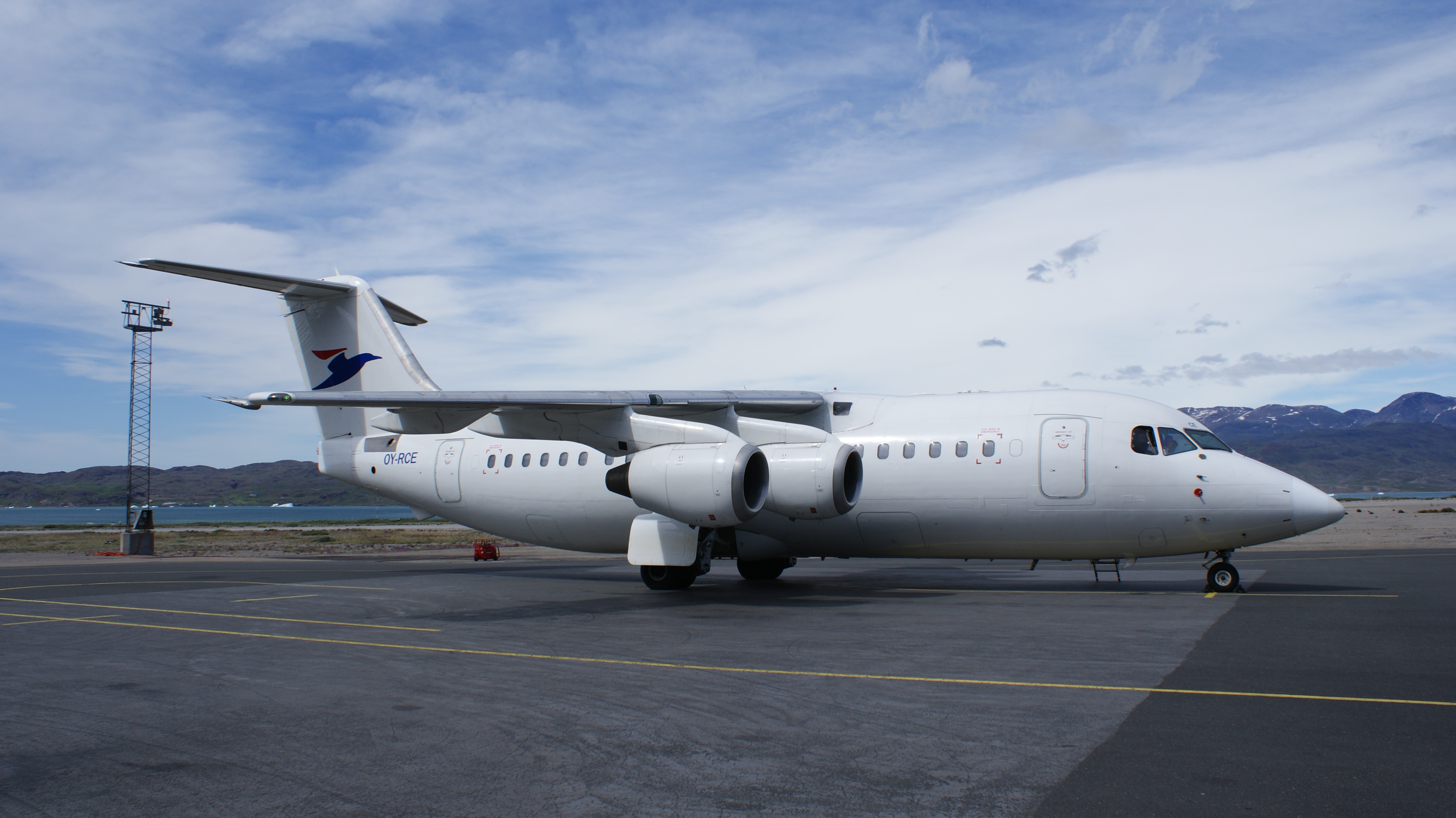
Avro RJ85 en el Aeropuerto de Narsarsuaq, Groenlandia.

La flota consiste en los siguientes aeronaves:
| Aeronaves            | En servicio | Pedidos | Pasajeros (clase única)                             | Matrículas                                          | Antigüedad                                          |
| -------------------- | ----------- | ------- | --------------------------------------------------- | --------------------------------------------------- | --------------------------------------------------- |
| Airbus A320-200      | 2           | —       | 174                                                 | OY-RCM                                              | 12,6 años                                           |
| Airbus A320-200      | 2           | —       | 174                                                 | OY-RCJ                                              | 7,8 años                                            |
| Airbus A320neo       | 2           | 2       | 174                                                 | OY-RCK                                              | 5,3 años                                            |
| Airbus A320neo       | 2           | 2       | 174                                                 | OY-RCL                                              | 4,4 años                                            |
| AgustaWestland AW139 | 2           | —       | 15                                                  | OY-HIH                                              | 9 años                                              |
| AgustaWestland AW139 | 2           | —       | 15                                                  | OY-HSN                                              | 8 años                                              |
| Total                | 6           | 2       | Edad media de la flota (octubre de 2024): 7,8 años. | Edad media de la flota (octubre de 2024): 7,8 años. | Edad media de la flota (octubre de 2024): 7,8 años. |

### Flota histórica
| Aeronaves                 | Total | Introducido | Retirado | Matrículas                                      |
| ------------------------- | ----- | ----------- | -------- | ----------------------------------------------- |
| Airbus A319-100           | 3     | 2013        | 2022     | OY-RCG, OY-RCH y OY-RCI                         |
| Avro RJ-85                | 2     | 2007        | 2013     | OY-RCD y OY-RCE                                 |
| Avro RJ-100               | 2     | 2005        | 2014     | OY-FJE y OY-RCC                                 |
| Bell 412                  | 2     | 1994        | 2016     | OY-HSJ y OY-HSR                                 |
| British Aerospace 146-200 | 6     | 1988        | 2012     | OY-CRG, OY-RCA, OY-RCB, OY-RCW, OY-RCZ y SE-DRG |

## Accidentes e incidentes
- El 2 de agosto de 1989 un British Aerospace 146-200 (OY-CRG) que cubría la ruta Bergen-Vágar no pudo detenerse al final de la pista del aeropuerto de Vágar y la sobrepasó. No hubo víctimas mortales y el avión estuvo fuera de servicio durante tres semanas.[3]
- El 10 de octubre de 2006, a las 7:35 hora local, el mismo avión del incidente anterior se salió de la pista en el aeropuerto de Størd, procedente de Stavanger, en Noruega. De los doce pasajeros y cuatro tripulantes, cuatro murieron y doce sobrevivieron con heridas de diversa consideración. El avión no pudo detenerse al final de la pista y se precipitó en una pendiente antes de incendiarse.[4]